# استئصال الغدة الزعترية
استئصال التوتة أو استئصال الغدة الزعترية أو خزع التيموس هي عملية لإزالة الغدة الزعترية. عادة ما تؤدي إلى علاج الوهن العضلي الوبيل بمساعدة الأدوية بما في ذلك الستيرويد. ومع ذلك، قد لا يكون هذا الهدوء دائمًا. يشار إلى استئصال الغدة الزعترية عند وجود التوتة في الغدة الزعترية. تشير الدلائل القصصية إلى أن مرضى الوهن العضلي الوبيل (MG) مع عدم وجود دليل على وجود ورم التوتة قد يستمرون في الاستفادة من استئصال التوتة، وبالتالي فإن الإجراء (ما لم وحتى يصل المسح السريري الذي نوقش كثيرًا إلى نتيجة متناقضة) موصوف بشكل شائع.

## الأساليب الجراحية
هناك عدد من الأساليب الجراحية لإزالة الغدة الزعترية: عبر القص (من خلال عظم القص)، عبر عنق الرحم (من خلال شق صغير في الرقبة)، عبر الصدر (من خلال أحد جانبي الصدر أو كلاهما).
- الأسلوب عبر القص هو الأكثر شيوعًا ويستخدم نفس شق الطول من خلال عظم القص (عظم الصدر) المستخدم في معظم جراحات القلب المفتوح. يتبناها الجراحون مثل ألفريد جاريتزكي وهو الإجراء الأكثر شيوعًا بسبب بساطته النسبية.
- يعتبر النهج عبر عنق الرحم إجراءً أقل توغلاً يسمح بإزالة الغدة الزعترية بالكامل من خلال شق صغير في الرقبة

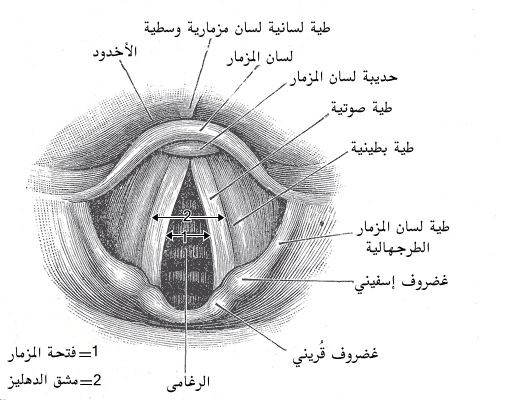
تنظير داخلي للحنجرة

لم يكن هناك فرق في النجاح في تحسين الأعراض بين النهج عبر القص والنهج عبر عنق الرحم طفيف التوغل.
وصفت الأساليب المدعومة بالفيديو، مثل تنظير البطن، بشكل متزايد لأن الطبيعة الأقل توغلًا للإجراء تحقق توازنًا مع عدم وجود أدلة سريرية فعلية تدعم استئصال التوتة في الحالات التي ليس لها علاقة بالتوتة.

## تأثير فقدان الغدة الزعترية
استئصال الغدة الزعترية هو علاج الوهن العضلي الوبيل، وهو مرض عصبي عضلي. بالنسبة لحوالي 60% من الأشخاص المصابين بالوهن العضلي الوبيل، فإن استئصال الغدة الزعترية يحسن بشكل كبير من أعراض ضعف العضلات لديهم. في حوالي 30% من الحالات، يؤدي استئصال الغدة الزعترية إلى علاج دائم للوهن العضلي الوبيل، مما يلغي الحاجة إلى أي دواء إضافي. غالبًا ما تتأخر التحسينات في الحالة نتيجة استئصال الغدة الزعترية، وعادةً ما تحدث بعد عام أو عامين من العملية الجراحية، على الرغم من أنها قد تتأخر حتى خمس سنوات. في بعض الأشخاص، لا يخفف استئصال الغدة الزعترية أي أعراض للوهن العضلي الشديد.
أظهرت التجارب التي شملت استئصال الغدة الزعترية في الفئران حديثي الولادة أنها أدت بشكل غير متوقع إلى هزال المرض عند إجرائها قبل أن يبلغ عمر الفأر ثلاثة أيام. وذلك لأن الغدة الزعترية هي الموقع الذي تتكون فيه الخلايا التائية. استئصال التوتة نتج عنه مناعة ذاتية، حيث تهاجم الخلايا المناعية الخلايا والأنسجة السليمة للكائن الحي.